# Lactarius deterrimus
Lactarius deterrimus (Frieder Gröger, 1968) din încrengătura Basidiomycota,  în familia Russulaceae și de genul Lactarius, este o specie de ciuperci comestibile foarte frecventă, numită în popor râșcov de molid. Acest burete coabitează, fiind un simbiont micoriza (formează micorize pe rădăcinile arborilor). În România, Basarabia și Bucovina de Nord crește preponderent pe sol calcaros, exclusiv sub molizi în păduri de conifere și plantații de molid. Apare de la câmpie la deal, dar preferat în regiuni montane, din (iunie) iulie până în noiembrie.
Epitetul este derivat din cuvântul latin (latină deterrimus=cel mai rău, scăzut, ultimul). Numele este probabil pricinuit din cauza asemănării mari cu mai delicioșii Lactarius deliciosus sau Lactarius salmonicolor.

## Taxonomie
Numele binomial singur valabil până în prezent (2020), a fost determinat de micologul german Frieder Gröger (d. 2018), de verificat în volumul 7 al jurnalului Westfälische Pilzbriefe din 1968.

## Descriere
- Pălăria: are un diametru de 4-10 (12) cm, este destul de cărnoasă, fragilă, rotunjoară, fiind la început convexă cu marginea ușor pâsloasă, răsfrântă pentru timp lung spre interior, apoi aplatizându-se, cu mijlocul adâncit, la bătrânețe chiar în formă de pâlnie întinsă, dar nu prezintă niciodată un gurgui. Cuticula netedă și goală este lucioasă, devenind la vreme umedă unsuroasă. Nu arată cercuri zonare pe suprafață. Coloritul este  roșu-portocaliu până brun-portocaliu, spre margine adesea mai închis. În vârstă se decolorează verde murdar sau verde murdar pătat, marginea devenind brun-gălbuie.
- Lamelele: stau foarte dens, sunt subțiri, friabile și arcuite, cu  multe lameluțe intercalate și bifurcate în apropierea piciorului precum ori aderente, ori puțin decurente de-a lungul lui. Muchiile sunt netede și sterile. Coloritul este portocaliu palid până ocru-portocaliu, căpătând după o leziune pete mai întâi închis roșiatice care devin cu timpul gri-verzuie.
- Piciorul: are o înălțime de 4-8 (10) cm și o lățime de 1,5-2 cm, fiind cilindric, îngroșat spre bază, mai întâi plin, dar repede gol pe dinăuntru. Suprafața nu prezintă gropițe, este roșu-portocalie, adesea brumată alb. Direct sub lamele are o zonă cu o brumă groasă și albicioasă. Tija secretă de asemenea un suc după o leziune.
- Carnea: este compactă dar fragedă, fiind în pălărie roșiatică dar însă picior albicioasă până deschis portocalie. Când este ruptă, emană un suc. Buretele are un miros  dulcișor și fructuos, după uni cu nuanțe de morcovi și un gust destul de plăcut, ușor rășinos-amărui și foarte slab iute. Este din păcate repede atacat de insecte (de exemplu din familiile Drosophilidae, Mycetophilidae, Ceratopogonide și alte diptere) precum de buretele parazitar Hypomyces lateritius.
- Laptele (sucul): este inițial roșu-portocaliu ca morcovii, devenind după ceva timp (15-30 minute) vinaceu, iar după câteva ore verde murdar. Poate să fie ușor amărui. Sucul se pierde din ce în ce mai mult la bătrânețe.[3][4]
- Caracteristici microscopice: are spori ovoidali până ușor elipsoidali, hialini (translucizi), slab amiloizi (ce înseamnă colorabilitatea structurilor tisulare folosind reactivi de iod), presarăți cu veruci mici (până la 0,5 µm) și  reticulați, având o mărime de 7,5–10 x 6–7,5 microni. Coloritul pulberii lor este ocru deschis.

Basidiile cilindrice, aproape clavate poartă 4 sterigme de 4,5-5,5 µm fiecare și măsoară 45-60 × 9,5-12 microni. Pleurocistidele au pereți foarte subțiri puține la baza lamelelor, dar mai multe în apropierea muchiilor sunt aproape fusiforme și în vârf îngustate cu o dimensiune de 45–65 x 5–8 microni, iar cheilocistidele numeroase la muchii sunt mai mici, aproape clavate, nu rar ceva deformate, hialine cu un interior fin granulat, având o mărime de 15–25 x 5–10 microni.
- Reacții chimice: nu sunt cunoscute.[9]

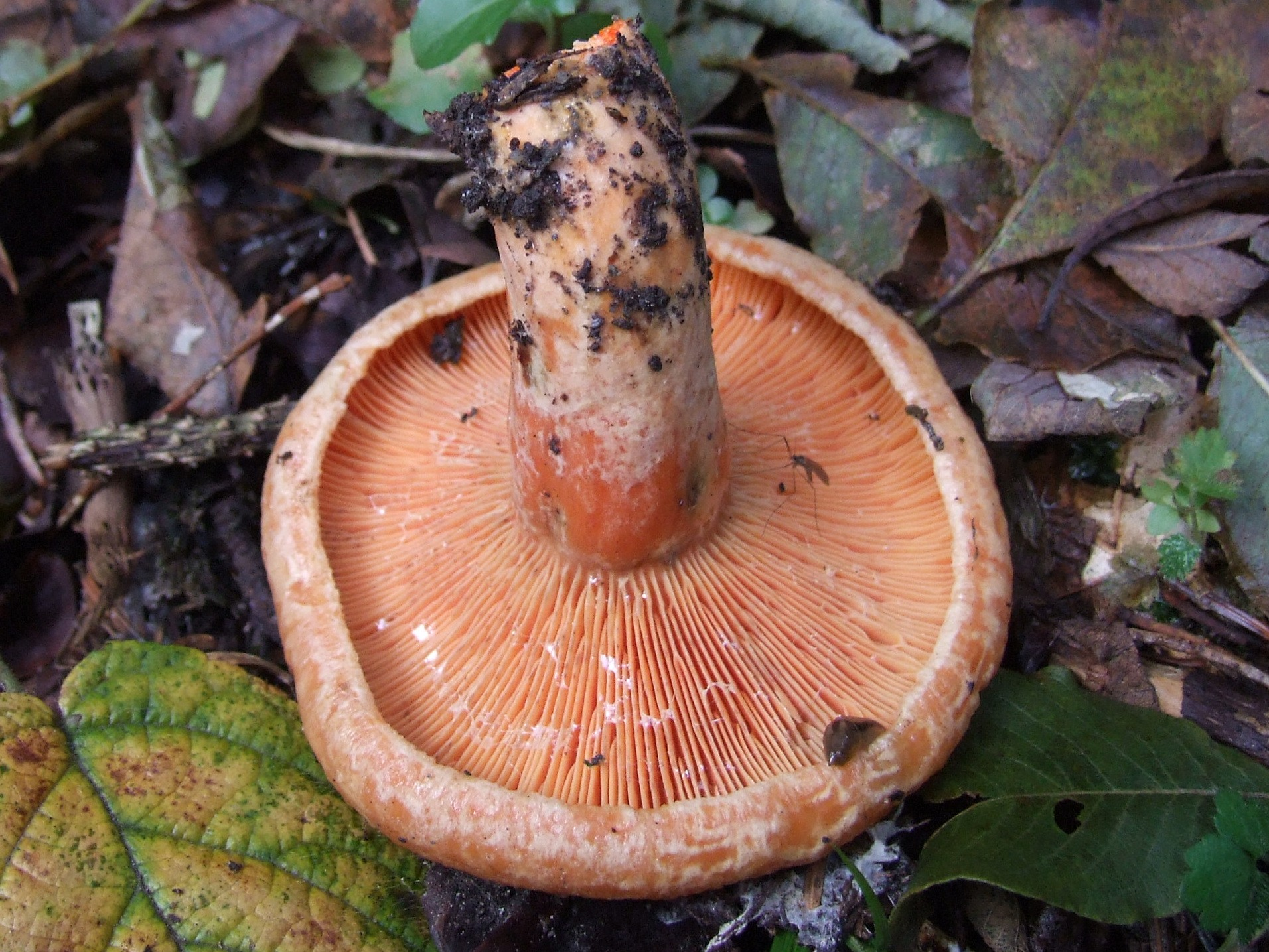
L. deterrimus mai tânăr: lamele și picior
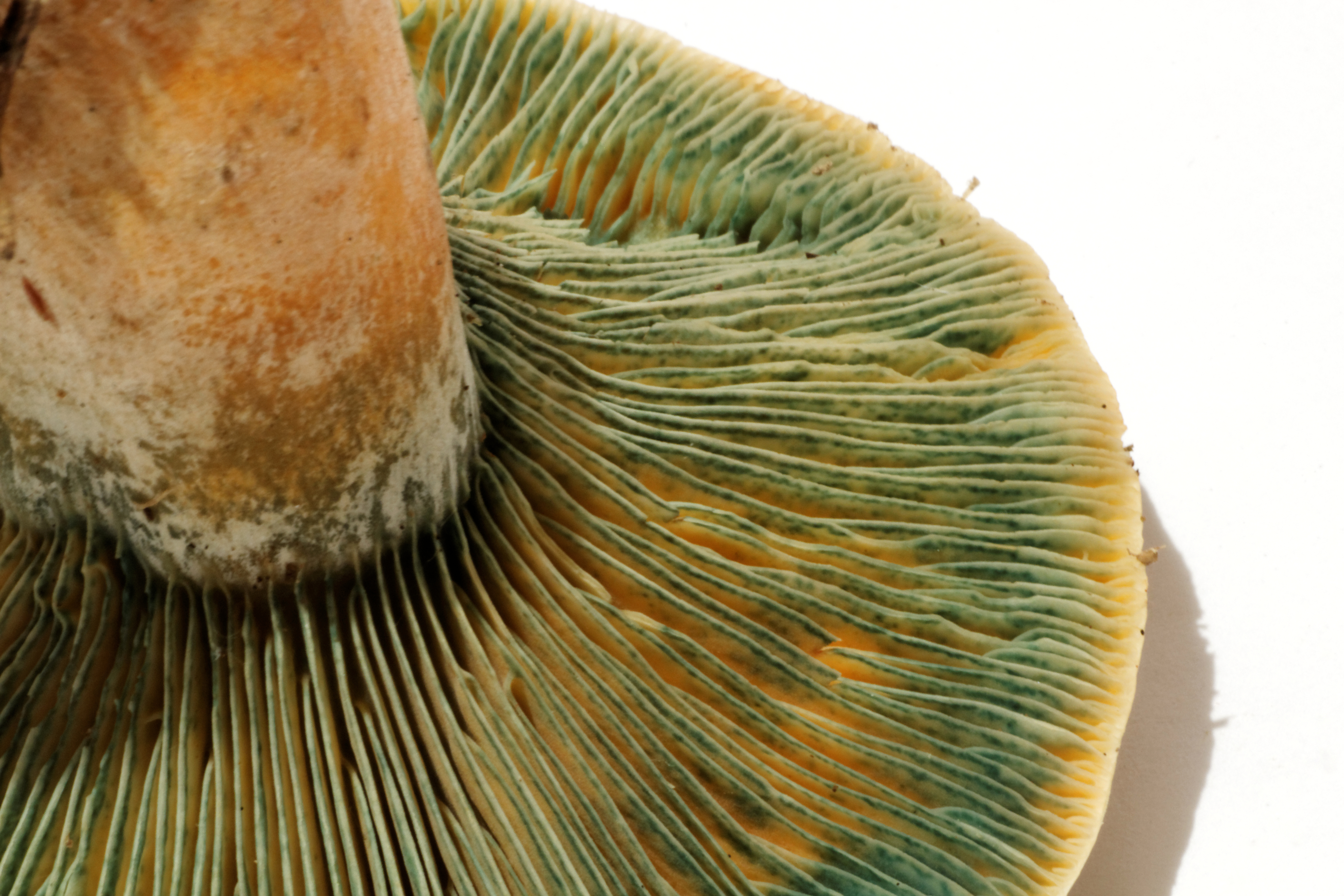
L. deterrimus, lamele din apropiere
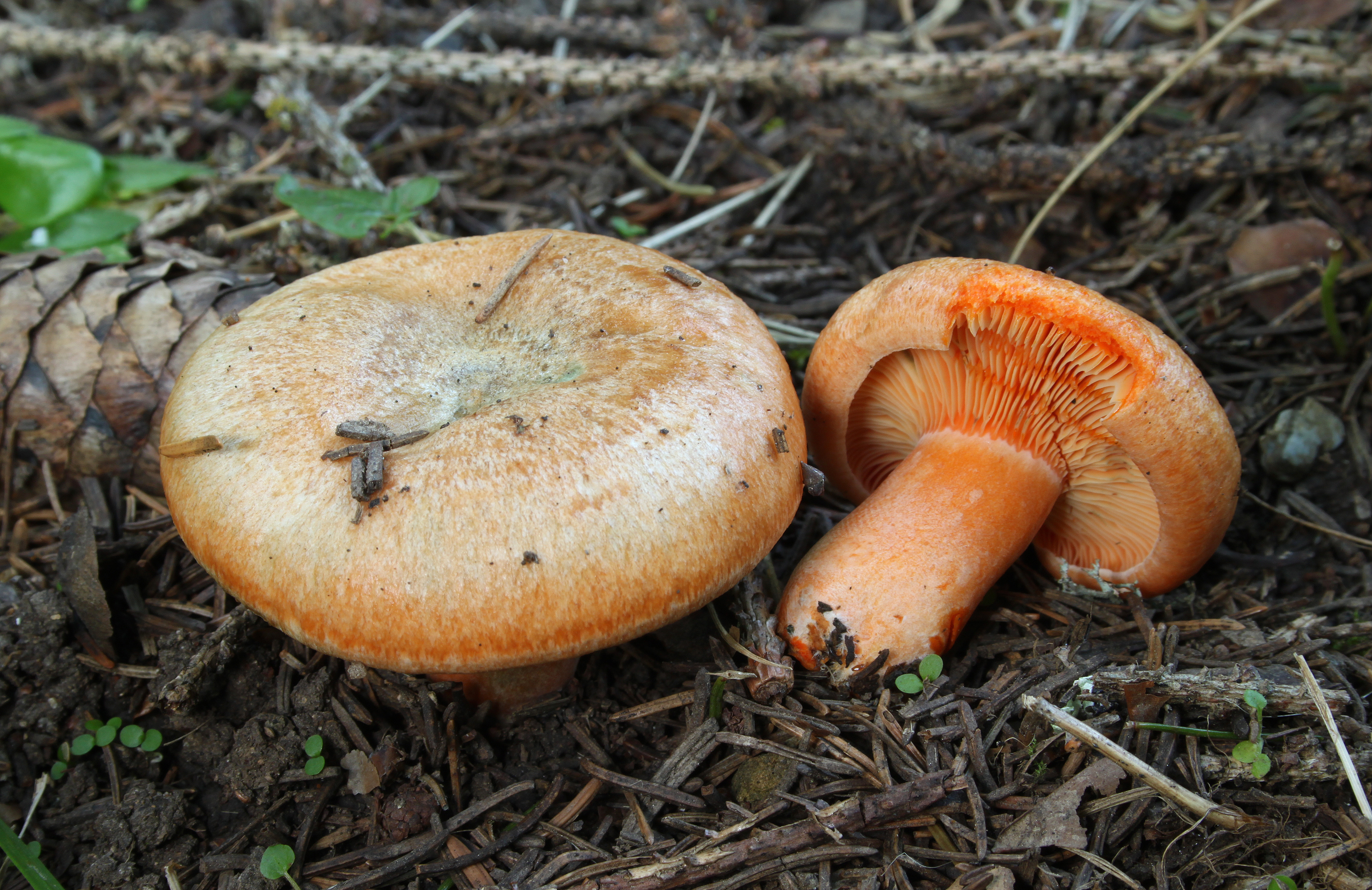
L. deterrimus mai tineri lamele și picior
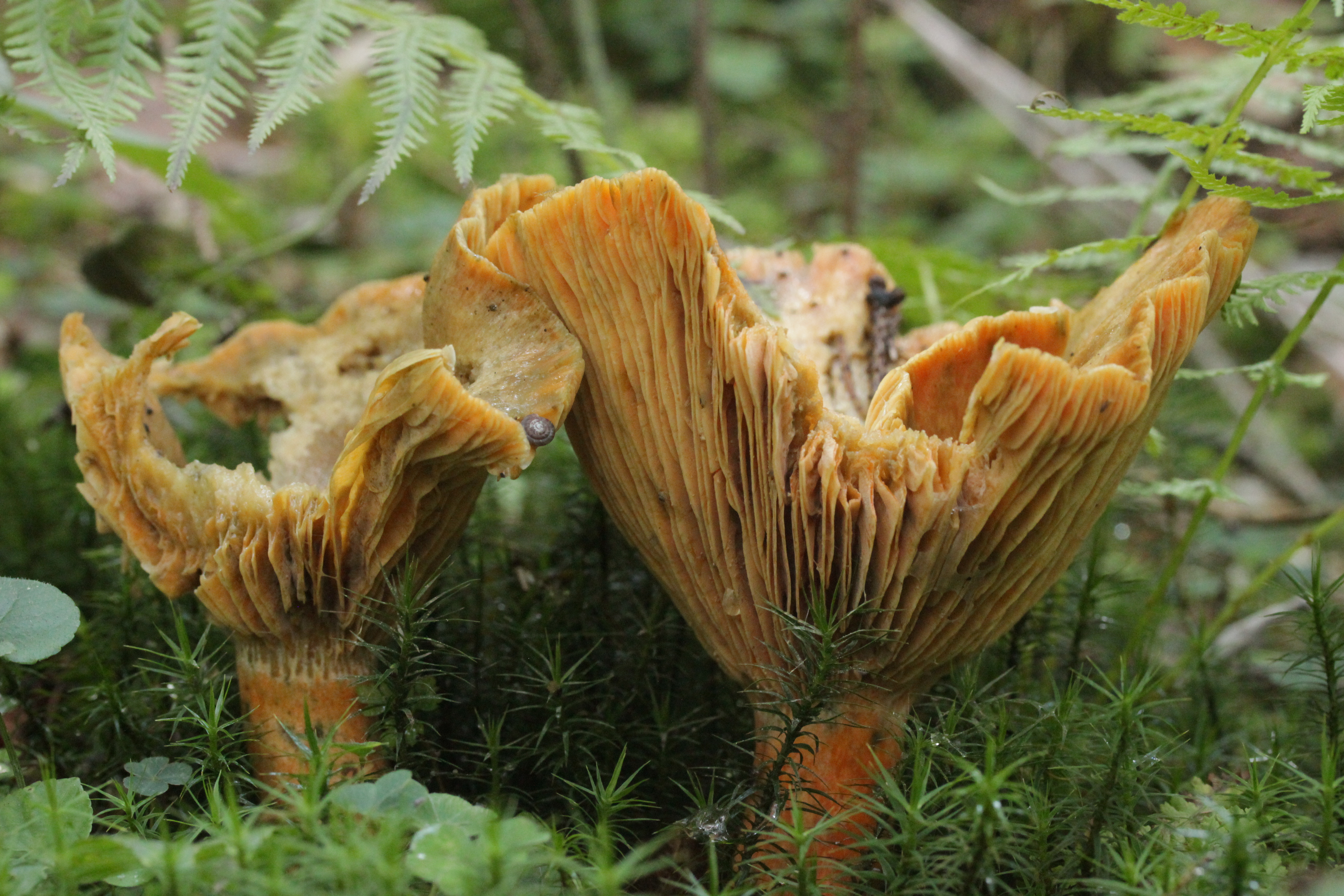
L. deterrimus bătrâni
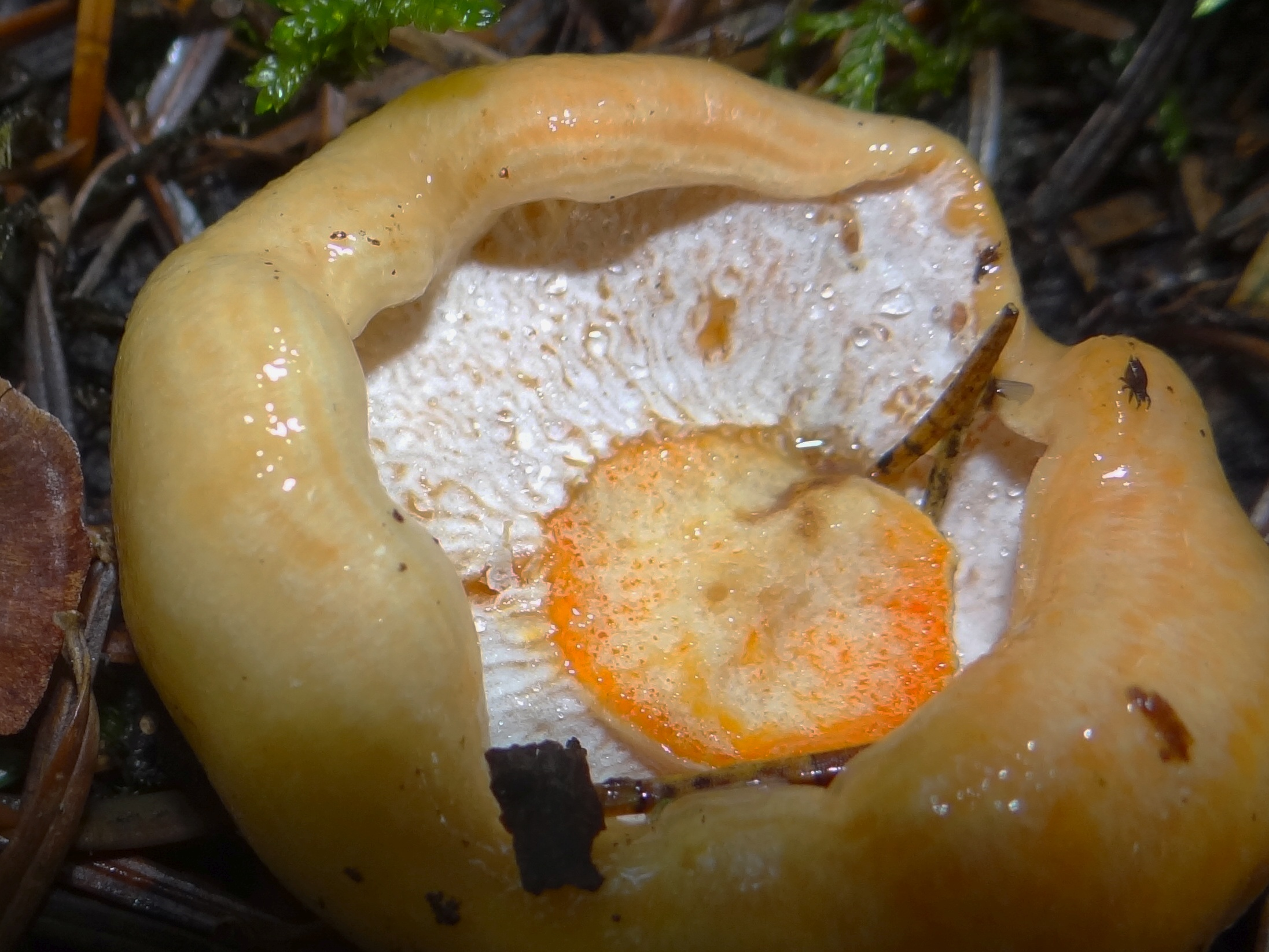
Hypomyces lateritius pe L. deterrimus

## Confuzii
Există aproximativ zece specii de Lactarius care emită un lapte portocaliu sau roșu. Ele sunt cu toate comestibile, dar mai mult sau mai puțin gustoase. Râșcovul de molid poate fi ușor confundat cu alte soiuri ale acestui gen, ca de exemplu cu Lactarius deliciosus, Lactarius quieticolor, Lactarius sanguifluus, Lactarius rubrilacteus,  Lactarius salmonicolor, Lactarius sanguifluus, Lactarius semisanguifluus sau Lactarius serifluus (necomestibil).Se interzice de sine confundarea cu specii de Lactarius cu suc alb sau galben. Totuși se găsesc consumători ai ciupercii cu lapte alb cum sunt de exemplu Lactarius hysginus (necomestibil), Lactarius subumbonatus (necomestibil) sau Lactarius torminosus care este otrăvitoare și crește numai sub mesteacăn. Se interzice de sine confundarea cu specii de Lactarius cu suc alb sau galben. Totuși se găsesc consumători ai ciupercii cu lapte alb Lactarius torminosus care este otrăvitoare și crește numai sub mesteacăn.

## Specii asemănătoare în imagini

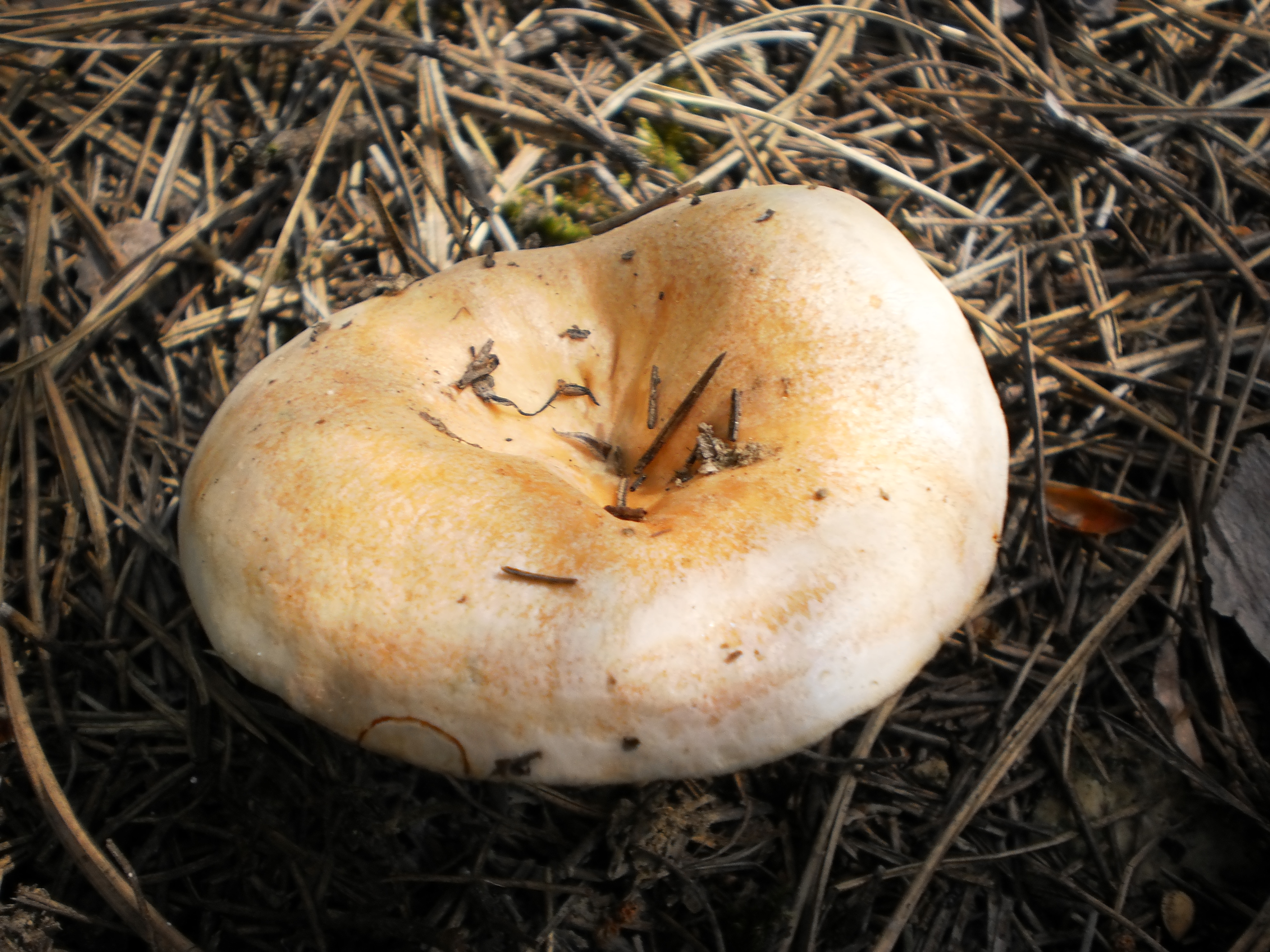
Lactarius deliciosus
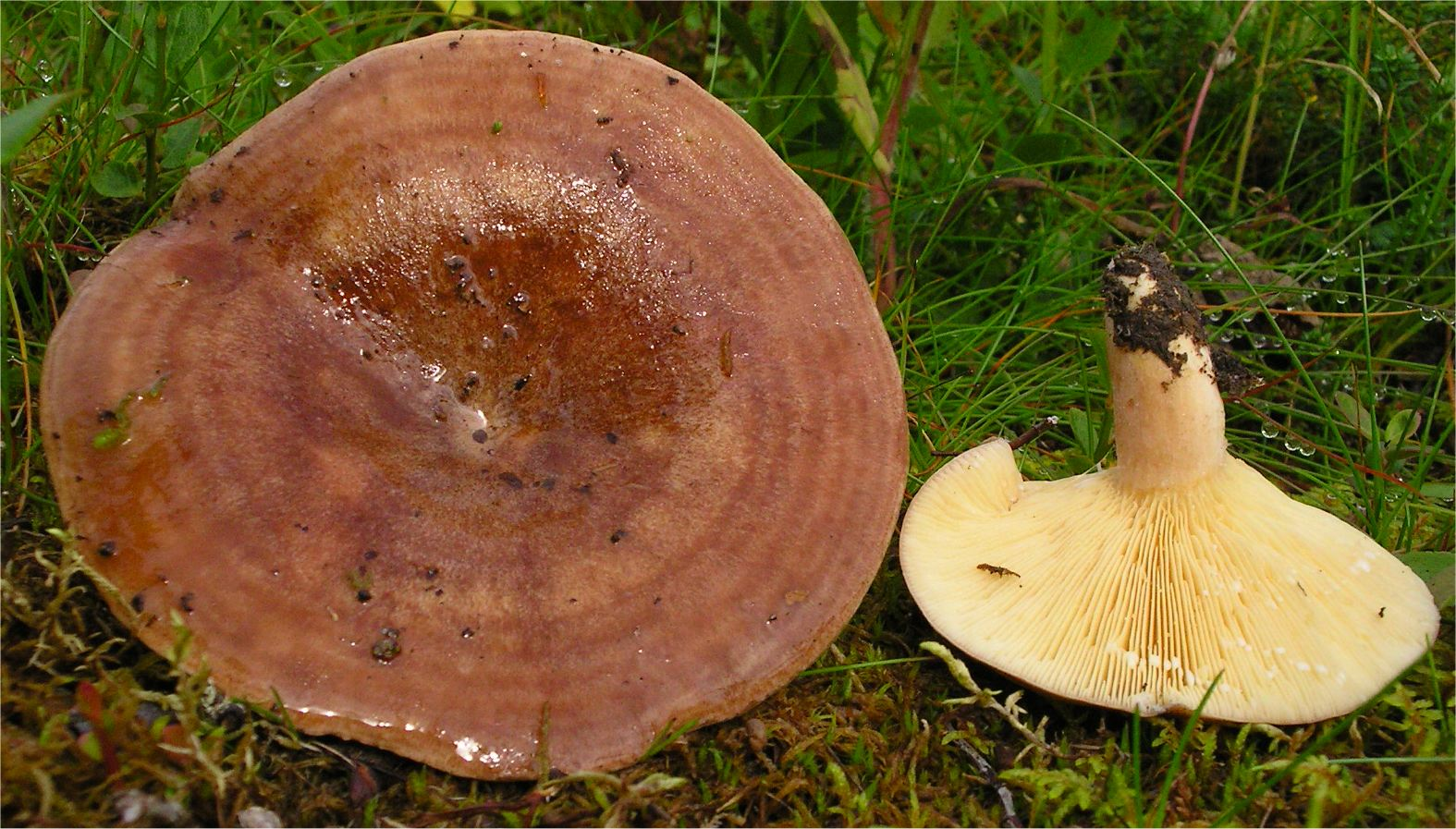
!Lactarius hysginus!
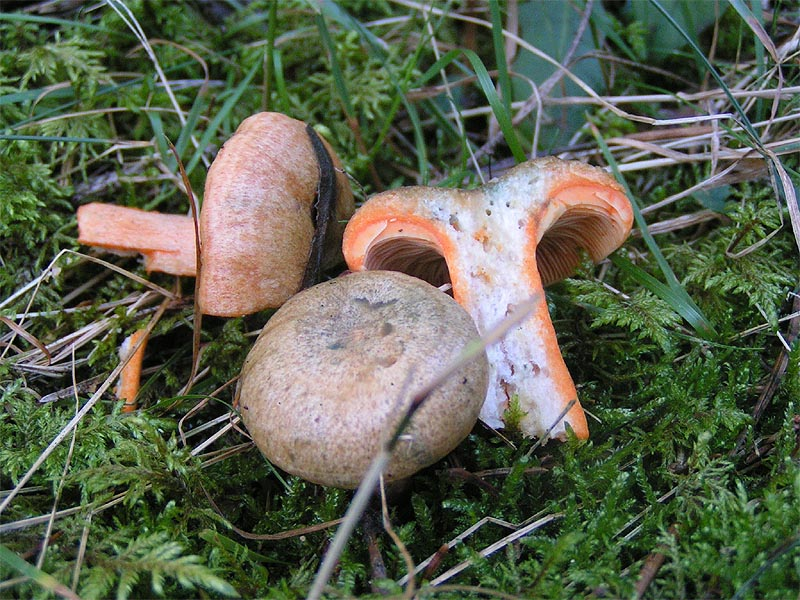
Lactarius quieticolor
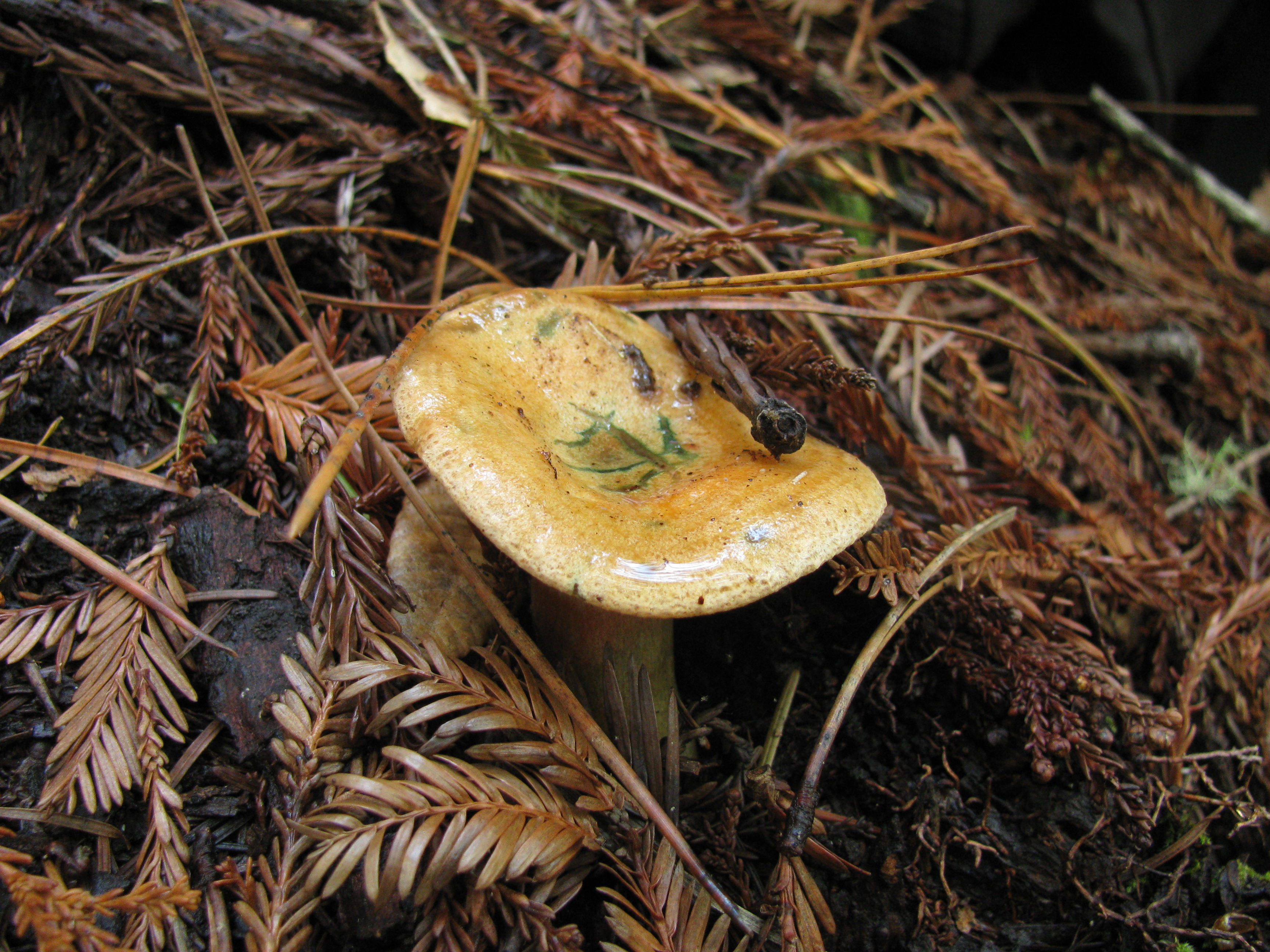
Lactarius rubrilacteus
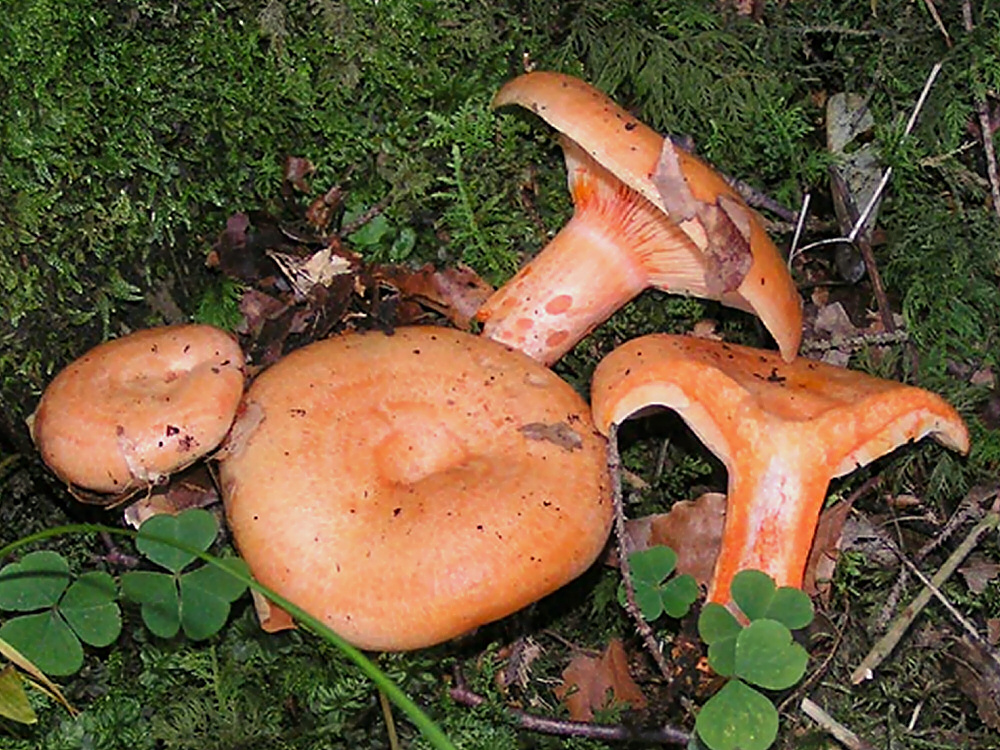
Lactarius salmonicolor
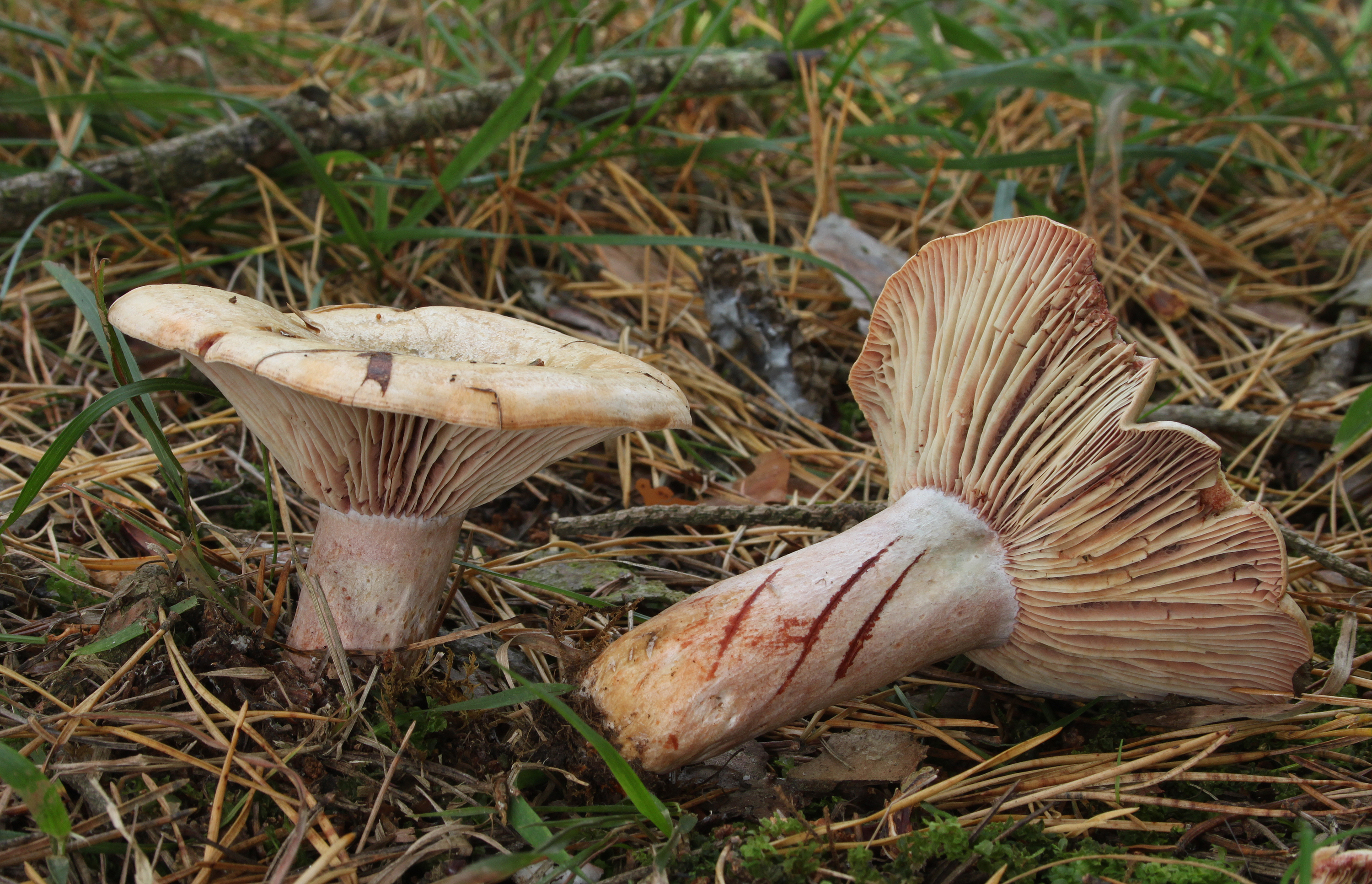
Lactarius sanguifluus
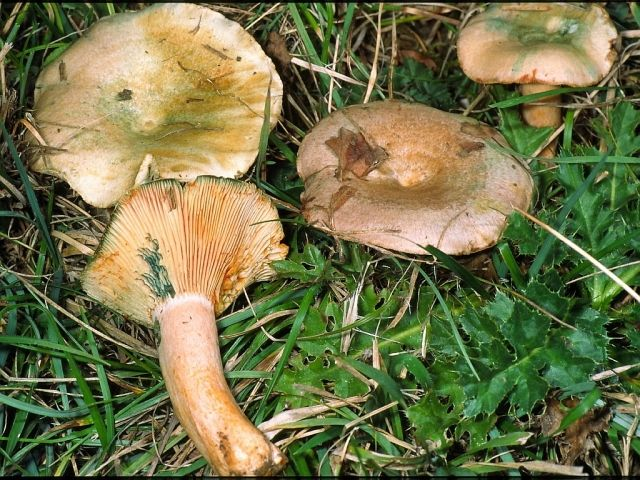
Lactarius semisanguifluus
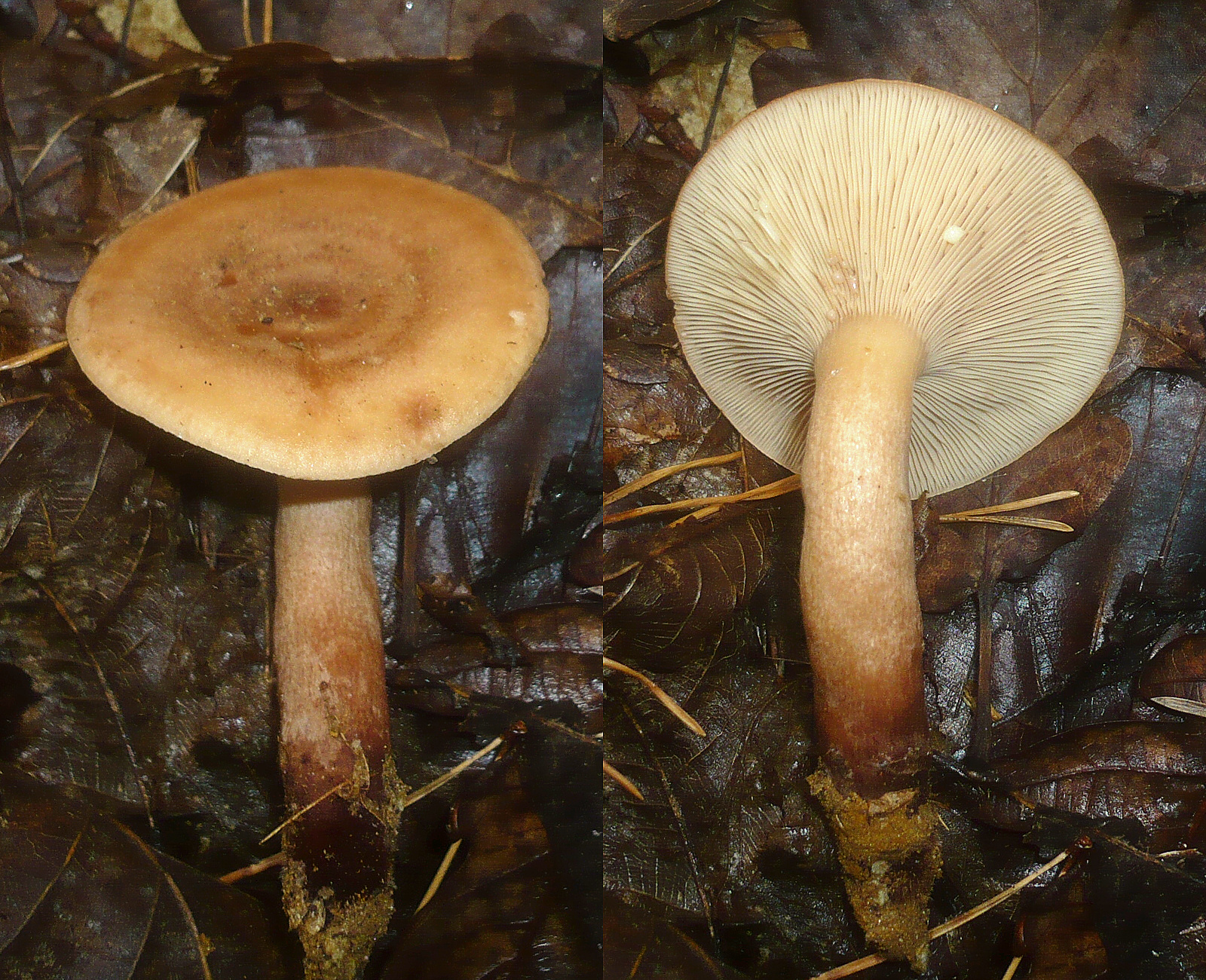
!Lactarius serifluus!
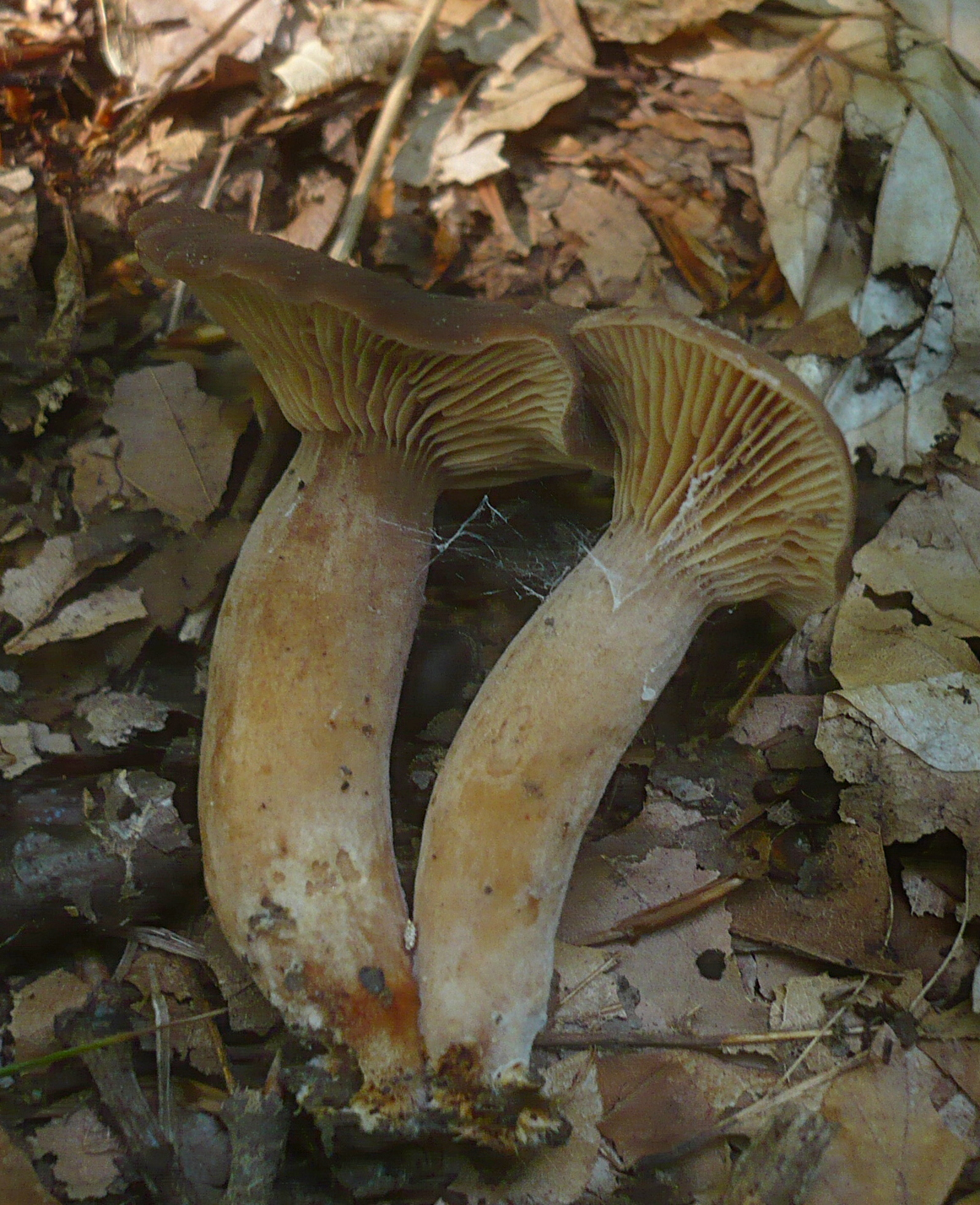
!Lactarius subumbonatus!
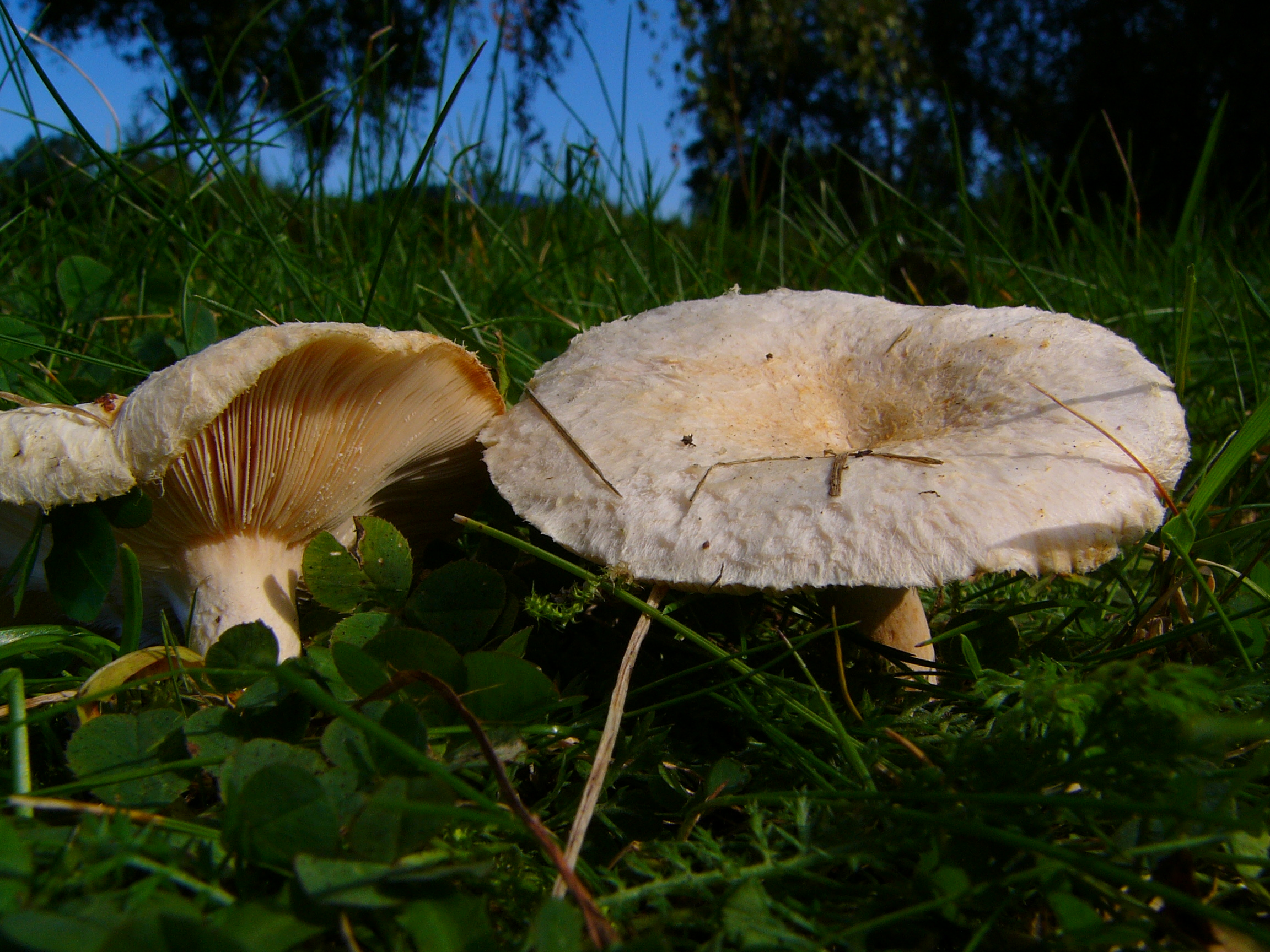
!! Lactarius torminosus !!

## Valorificare
Deși nu astfel de gustos ca Lactarius deliciosus, acest râșcov poate fi preparat asemanator. Nu se potrivește la ciulama, sau sosuri, dar prăjit la o salată (cu castraveți murați, ceapă și capere) sau cu fasole albe. Cel mai bine place fript în tigaie în unt sau la grătar, cu sau fără slănină și usturoi, servindu-l cu garnitură de smântână, lămâie și pâine albă. De asemenea, el poate fi murat în oțet precum conservat în sare. Cu preferință ar trebui să fie aleși bureți tineri.
În toate tipurile de lăptari cu suc roșiatic, au fost descoperiți agenți cu proprietăți antivirale, antioxidante, anticanceroase și antibiotice. În plus, au un conținut ridicat de vitamine și minerale.
Nu vă temeți de urina roșie ca sângele excretată după consum. Colorantul conținut de acest râșcov rămâne în urină până a doua zi, dar este complet inofensiv și ne amintește de consumul de prea multă sfeclă roșie, unde această colorare apare de asemenea în urină și scaun.